# Karl-Heinz Radschinsky
Karl-Heinz Radschinsky (* 23. Juli 1953 in Neumarkt in der Oberpfalz) ist ein ehemaliger deutscher Gewichtheber.

## Werdegang
Radschinsky begann in Neumarkt mit dem Gewichtheben bei den Trainern Adolf Bechtold und Rüdiger Cedl. Trotz der erforderlichen körperlichen Voraussetzungen, dauerte es dennoch einige Jahre, bis er die internationale Spitzenklasse erreichte. Höhepunkt seiner Laufbahn war der Olympiasieg 1984 in Los Angeles.
Für diesen Erfolg wurde er mit dem Silbernen Lorbeerblatt ausgezeichnet.
1986 wurde er wegen illegalen Anabolika-Handels zu 18 Monaten Haft auf Bewährung und 35.000 DM Geldstrafe verurteilt. Karl-Heinz Radschinsky war auch nach Beendigung seiner Karriere immer noch aktiv und verstärkte seine Heimmannschaft ASV Neumarkt in Mannschaftskämpfen. So hob er zum Beispiel am 18. März 2006 im Kampf gegen den TSV Forstenried bei einem Körpergewicht von 77 kg ein Gesamtgewicht von 240 kg (105–135).
Nach seiner sportlichen Karriere betrieb er zunächst ein Fitnessstudio, bevor er sich als Immobilien-Kaufmann in Chemnitz gemeinsam mit seiner Ehefrau selbständig machte.

## Erfolge

### Internationale Erfolge
(OS = Olympische Spiele, WM = Weltmeisterschaft, EM = Europameisterschaft, Le = Leichtgewicht, Mi = Mittelgewicht, Ls = Leichtschwergewicht)
- 1975, 2. Platz, EG-Meisterschaften in Maastricht, Le, mit 257,5 kg;

- 1977, 8. Platz, WM in Donaueschingen (6. Pl. in der EM-Wertung), Le, mit 285 kg;

- 1978, 10. Platz, WM in Gettysburg/USA, Le, 285 kg;

- 1979, 1. Platz, EG-Meisterschaft in Kassel, Le, 295 kg;

- 1979, 7. Platz, EM in Warna, Le, mit 300 kg (6. Pl. im Stoßen mit 170 kg);

- 1979, 6. Platz, WM in Thessaloniki, Le, mit 300 kg;

- 1980, 3. Platz, EM in Belgrad, Le;

- 1981, 4. Platz, WM + EM in Lille, Le, mit 312,5 kg (3. Pl. WM + EM im Stoßen mit 175 kg);

- 1982, 5. Platz, WM + EM in Ljubljana, Mi, mit 340 kg (3. Pl. WM + EM im Stoßen mit 192,5 kg);

- 1983, 5. Platz, WM + EM in Moskau, Mi, mit 347,5 kg (4. Pl. im Stoßen mit 197,5 kg);

- 1984, 5. Platz, EM in Vitoria, Mi, mit 352,5 kg (2. Pl. im Stoßen mit 205 kg);

- 1984, Goldmedaille, OS in Los Angeles, Mi, mit 340 kg (1. Pl. WM im Reißen mit 150 kg und im Stoßen mit 190 kg).

### Erfolge bei deutschen Meisterschaften
Karl-Heinz Radschinksy wurde 1977, 1979 und 1980 im Leichtgewicht, 1981, 1982 und 1983 im Mittelgewicht und 1988 im Leichtschwergewicht deutscher Meister. 1985 wurde er Deutscher Mannschaftsmeister mit dem KSV Langen und 1990 mit dem TSV Regen.

### Deutsche Rekorde
- 160,5 kg im beidarmigen Reißen, Ls, aufgestellt 1987 in Duisburg;
- 180 kg im beidarmigen Stoßen, Le, aufgestellt 1981 in Berlin;
- 205 kg im beidarmigen Stoßen, Mi, aufgestellt 1984 in Vitoria;
- 208 kg im beidarmigen Stoßen, LS, aufgestellt in Mutterstadt;
- 317,5 kg im olympischen Zweikampf, aufgestellt 1981 in Berlin;:
- 352,5 kg im olympischen Zweikampf, aufgestellt 1984 in Vitoria;
- 362,5 kg im olympischen Zweikampf, aufgestellt 1987 in Duisburg